# Nuova Nardò Calcio 1999-2000
Questa voce raccoglie le informazioni riguardanti  la Nuova Nardò Calcio nelle competizioni ufficiali della stagione 1999-2000.

## Rosa
| N. |                   | Ruolo | Calciatore                   |
| -- | ----------------- | ----- | ---------------------------- |
| -  | Italia (bandiera) | D     | Emilio Affuso                |
| -  | Italia (bandiera) | C     | Nicola Armonia               |
| -  | Italia (bandiera) | D     | Emiliano Bernardini          |
| -  | Italia (bandiera) | C     | Antonio Bucciarelli          |
| -  | Italia (bandiera) | D     | Andrea Capecchi              |
| -  | Italia (bandiera) | D     | Danilo Coppola               |
| -  | Italia (bandiera) | P     | Leonardo Della Torre         |
| -  | Italia (bandiera) | A     | Genny Del Prete              |
| -  | Italia (bandiera) | C     | Alessandro Di Giovannantonio |
| -  | Italia (bandiera) | A     | Flavio Gagliardini           |
| -  | Italia (bandiera) | C     | Marco Grandene               |
| -  | Italia (bandiera) | D     | Diego Lappanese              |
| -  | Italia (bandiera) | C     | Dario Levanto                |
| -  | Italia (bandiera) | D     | Claudio Mascheretti          |
| -  | Italia (bandiera) | C     | Salvatore Maurelli           |

| N. |                   | Ruolo | Calciatore          |
| -- | ----------------- | ----- | ------------------- |
| -  | Italia (bandiera) | C     | Orazio Mitri        |
| -  | Italia (bandiera) | C     | Andrea Papalia      |
| -  | Italia (bandiera) | C     | Carmine Passalacqua |
| -  | Italia (bandiera) | D     | Teodoro Piccinno    |
| -  | Italia (bandiera) | D     | Luca Potì           |
| -  | Italia (bandiera) | C     | Cristian Presicce   |
| -  | Italia (bandiera) | P     | Michele Radunanza   |
| -  | Italia (bandiera) |       | A. Salerno          |
| -  | Italia (bandiera) | A     | Massimo Scarpa      |
| -  | Italia (bandiera) | D     | Thomas Urso         |
| -  | Italia (bandiera) | A     | Daniele Vantaggiato |
| -  | Italia (bandiera) | C     | Leandro Vessella    |
| -  | Italia (bandiera) | P     | Francesco Vitale    |
| -  | Italia (bandiera) | C     | Sergio Volturo      |
| -  | Italia (bandiera) | D     | Damiano Zizzariello |